# Mikonazol
Mikonazol – lek przeciwgrzybiczy, opracowany przez Janssen Pharmaceutica, powszechnie stosowanym miejscowo na skórę lub błonę śluzową do wyleczenia zakażeń grzybicznych. Jego działanie polega na hamowaniu syntezy ergosterolu, kluczowego składnika błony komórkowej grzybów. Może być również stosowany wobec niektórych gatunków pasożytów (np. przeciw jednokomórkowemu pierwotniakowi – Leishmania), ponieważ ich błony komórkowe również zawierają ergosterol. Oprócz swoich działań przeciwgrzybiczych i przeciwpasożytniczych, ma pewne ograniczone właściwości antybakteryjne.

## Wskazania
Mikonazol jest stosowany w leczeniu grzybicy stóp, grzybicy woszczynowej, drożdżycy oraz czasami w zapaleniu kątów ust.